# Tucano (Bahia)
Tucano is een gemeente in de Braziliaanse deelstaat Bahia. De gemeente telt 49.827 inwoners (schatting 2009).

## Aangrenzende gemeenten
De gemeente grenst aan Araci, Banzaê, Biritinga, Cipó, Nova Soure ,Quijingue, Ribeira do Amparo, Ribeira do Pombal en Sátiro Dias.